# 이명희 (산악인)
이명희(李明姬, 1973년~)는 대한민국의 등반가이다.
1999년 미국 요세미티의 거벽 엘캐피탄을 올랐으며, 2001년 고인이 된 김창호, 남편 최석문 등과 함께 파키스탄 카라코룸멀티4 원정대를 꾸려 
3개월 동안 5,000~6,000m대 봉우리를 알파인스타일로 등반했다. 2006년 알프스 그랑조라스 북벽, 타퀼 삼각 북벽, 에귀디미디 북벽, 몽블랑, 아이거 북벽 등을 등반하고 2008년 파타고니아 파이네 중앙봉, 2012년 남미 피츠로이, 2018년 세로토레를 등반했다.

## 참고 자료
“여자의 벽을 넘어서는 여자 등반가 이명희”. 지식백과. 2009년 11월 18일.